# Privatradio
Privatradio, eller mer korrekt: Privat lokalradio – ett nätverk av rundradiostationer som ägs av privata intressen, oftast företag. Exempel på privatägda rundradiostationer i Sverige är Mix Megapol (ägs av SBS Radio) och Rix FM (ägs av Modern Times Group).
I ett skede kallades även kortvågskommunikationsradio för privat bruk, av den typ som före mobiltelefonens intrång var vanliga till exempel bland långtradarchaufförer och inte förutsatte kompetensprov, för privatradio, eller PR.
I Sverige är det Radio- och TV-verket som ger ut sändningstillstånd för privatägda radiostationer. I Sverige är tillstånden lokala (gäller alltså endast inom ett begränsat geografiskt område), men genom nätverksbildningar och utnyttjande av tillstånd att samsända enligt Radio- och TV-lagen, kan tillstånden i praktiken gälla för hela Sverige.

## Historia
Privatradio fanns i Sverige redan 1922. Genom en lagändring 1925 fick Radiotjänst (föregångaren till Sveriges Radio) monopol på rundradiosändningar i Sverige, och reklam i radio förbjöds. Genom ett riksdagsbeslut bröts monopolet den 22 september 1993, och 83 privata lokalradiotillstånd bjöds ut till högstbjudande via ett auktionsförfarande.